# Хиллиг, Гётц
Гётц Хиллиг (нем. Hillig Götz; 15 февраля 1938, Хемниц — 6 июня 2019 года, Берлин) — доктор философии, приват-доцент истории педагогики, специалист по общинному воспитанию, заведующий лабораторией «Макаренко-реферат» (с 1968 г.) Марбургского университета, иностр. чл. АПН Украины, и РАО (с 23.04.2004 г.),. Один из ведущих зарубежных исследователей педагогической и иных граней деятельности, творчества и биографии А. С. Макаренко. Занимался этим направлением с 1963 г., освоил для этого русский и украинский языки. Член редколлегии «Марбургского издания» собрания сочинений А. Макаренко. C 1998 по 2002 г. — президент, с 1991 по 1998 гг. и с 2002 по 2019 г. — вице-президент Международной макаренковской ассоциации. Многократно был в России и на Украине. Основные статьи Г. Хиллига написаны на немецком и русском, некоторые — на украинском языке.

## О причинах немецкого интереса к Макаренко
Интерес немецких исследователей к научно-педагогическому творчеству и деятельности А. С. Макаренко давний и многообразный. Связано это с тем, что целый ряд специалистов теоретически разрабатывали вопросы трудового воспитания и обучения, а затем и пробовали воплощать их в жизнь. Среди них наибольшую известность заслужили американец Джон Дьюи [1859-1952] с его «школой опыта», два немца: Георг Кершенштейнер [1854-1932] с его «школой работы» и Вильгельм Лай [1862-1926] с его «школой действия» и Станислав Шацкий [1878-1934] с его колонией «Бодрая жизнь». Кроме них известен и целый ряд иных, подзабытых после Октябрьского переворота, российских и зарубежных исследователей трудового воспитания и обучения.
Однако Макаренко, судя по всему, знакомому с основными из упомянутых работ, удалось, как отмечает целый ряд специалистов, продвинуться заметно дальше:

Киевский педагог Н. Абашкина, например, провела сравнительный анализ творчества Г. Кершенштейнера и А. Макаренко. Она и современные немецкие учёные сходятся в том, что Макаренко превосходит Кершенштейнера по трём позициям.
Если Кершенштейнер больше настаивал на трудовых навыках, которые необходимы для рабочих профессий, то Макаренко обеспечивал рост своих воспитанников до «рабфаков» и высшего образования. Работа у Кершенштейнера была элементом скорее обучения, а у Макаренко — настоящей трудовой деятельностью («труд-забота» и «хозрасчёт» — лучшие воспитатели). Кершенштейнер ограничивался освоением технологических процессов, а Макаренко поднимался до организации коллективного труда (его воспитанники были в роли мастеров, бригадиров, конструкторов и пр.)"

Однако судьба распорядилась так, что Кершенштейнер, воплотив четыре (из восьми возможных и полностью достигнутых Макаренко) уровней трудовой подготовки (приведены в упомянутой статье), считается с педагогической стороны одним из отцов «немецкого чуда» (ускоренного послевоенного восстановления немецкой экономики), признан легендой мировой педагогики, а опыт Макаренко, за редкими исключениями, пылится невостребованным на книжных полках большинства школ и педвузов СНГ.
Понятно поэтому, что немецких исследователей заинтересовала и более полная система воспитания и обучения, предложенная и, более того, успешно воплощённая А. С. Макаренко. Начинают проводиться конференции по макаренковедению, а в феврале 1968 года в Марбурге основывается лаборатория «Макаренко-реферат» (рук. Г. Хиллиг, сотрудники З. Вайтц и с 1974 г. И. Виль (славистка)), готовятся и издаются более точно выверенные (без цензурных и иных искажений) работы А. С. Макаренко. Гётц Хиллиг был одним из тех немецких исследователей, кто принял самое деятельное участие в большинстве из этих начинаний.
Хорошо известный и в постсоветской России профессор Эрлангского университета Вольфганг Зюнкель (см.: Советская педагогика. 1990. № 4), который 30 лет занимается изучением наследия А. С. Макаренко, в предисловии к собранию своих работ «Взгляд на воспитание», используя библейский текст, выразил одну из причин этого интереса к советскому педагогу так: «Антон Макаренко — это жало во плоти каждого теоретика» (цит. по).
Возможно, у Гётца Хиллига были и другие обстоятельства, способствовавшие (или хотя бы не препятствовавшие) интересу к достижениям педагогов России и Малороссии. Известно, что г. Хемниц (Кемниц), где родился Г. Хиллиг, был местом обитания вехнелужских сербов и получил от них и название Кемниц (или Каменец). Сам город сильно пострадал от бомбардировок во время Второй мировой войны весной 1945 г., это были бомбардировки англо-американской авиации.
Кроме того, хотя Г. Хиллинг добросовестно изучал архивы, ежегодно выпуская сборник «Opuscula Makarenkiana», нельзя исключить того, что в период «холодной войны» исследования и выводы Лаборатории сравнительной педагогики «Макаренко-реферат» могли стать мощным орудием антикоммунизма в деле разрушения признанных столпов педагогики сотрудничества в Восточной Европе — для подтверждения тезиса о преимуществах капиталистического образа жизни. Не случайно одним из основных спонсоров исследований Лаборатории был — через один из своих фондов, концерн «VW». Вспомним также Д. Мейса (США), присланного на Украину в 1980-е гг. «разобраться» с голодомором.

## Особенности зарубежного макаренковедения
Для исследований Хиллига в советское время меньше было идеологических запретов на изучение и, тем более, обнародование данных, к примеру, по:
- общению Макаренко с впоследствии осуждёнными советскими деятелями (М. С. Погребинским, В. А. Балицким и др.), память о которых сначала старательно уничтожалась, а затем замалчивалась.
- национальному происхождению и самосознанию А. С. Макаренко,
- его истинных политических предпочтениях, вероисповедании (родился в 1888 г. — за 29 лет до Октябрьского переворота в православной семье) и т. д.
- Хиллиг, как и другие западные исследователи, был меньше зависим от иных советских цензурных ограничений
- у Хиллига были больше возможностей и меньше ограничений по встречам и общению с русскими эмигрантами, в том числе проживающими в Западной Европе.

Поэтому многие из собранных Хиллигом сведений не просто освещены с немецкой точностью, но содержат важные и притом малоизвестные факты и выводы о жизни и деятельности А. С. Макаренко.
Однако, украинские исследователи М. Гетманец, Ф. Науменко, А. А. Абаринов, В. И. Марочко, работавшие с Хиллигом и помогавшие ему — да и сам учёный, отмечали, что трудности имели место и они были, как правило, связаны с ограничениями на допуск иностранных граждан не только в архивы, но и в некоторые города, считавшиеся в то время «закрытыми»; Харьков и Полтава, Запорожье и Кременчуг были в их числе.

## Научный вклад Хиллига
Среди подобных фактов, которые именно Хиллиг убедительно и обоснованно сделал широким достоянием общественности, были выводы:
- о русском происхождении и самосознании А. С. Макаренко[9]; Сам по себе факт был известен среди макаренковедов, а также в писательской среде (см., например, прощальное слово по поводу кончины А. С. Макаренко от Союза советских писателей БССР[10]), но по разным причинам в печатных работах российских и украинских специалистов не упоминался.
- роли руководителя украинского ГПУ В. А. Балицкого как покровителя колонии им. Горького и самого Макаренко, организатора коммуны им. Дзержинского и приглашения туда в декабре 1927 г. на работу директором А. С. Макаренко (полгода совмещавшего обе должности до его увольнения наробразовцами из колонии им. Горького со словами «Система Макаренко есть система не советская» (цитата по[11]). В. А. Балицкий также дал прямое указание вычеркнуть фамилию Макаренко, уже оговорённого как троцкиста в ходе дела его бывшего начальника А. С. Ахматова осенью 1936 г., и т. д.[12]
- об отнюдь не большевистских политических предпочтениях Макаренко до (и после) Октябрьской революции (по данным Хиллига Макаренко отдавал предпочтение социал-революционерам (эСэРам))[13];
- Заметный вклад внесён Хиллигом в вопрос о взаимоотношениях А. С. Макаренко и не менее известного в 1920-е годы руководителя Болшевской коммуны в Подмосковье М. С. Погребинского (именно о её деятельности был снят знаменитый фильм «Путёвка в жизнь»)[14] и по целому ряду других вопросов.

Всего Г. Хиллигом подготовлено около трёхсот статей о Макаренко, он является составителем восьми томов двуязычного «Марбургского издания» Собрания сочинений педагога-писателя, а также 25 выпусков международной серии «Opuscula Makarenkiana», ряд из которых подготовлен вместе с украинскими исследователями наследия А. С. Макаренко..

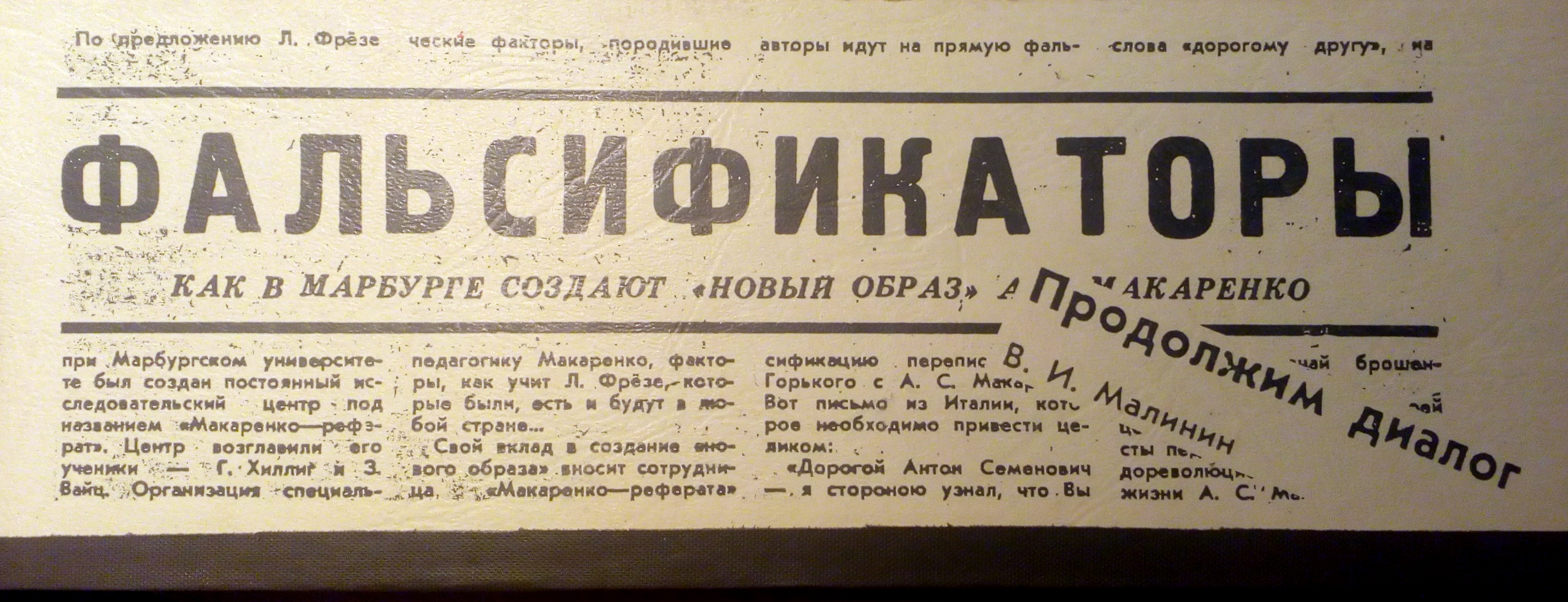
Обложка книги из серии «Opuscula Makarenkiana», изданная в Марбурге к 25-летию Лаборатории со сканами статей из советской периодики. 1993.

Несмотря на ярлык «ревизиониста» и т. п., которые вешались на Гётца Хиллига советскими исследователями педагогического наследия (В. Кумарин, друг семьи Э. Хоннекера, поначалу был в их числе), он является первым из тех, кто явил миру подлинного Макаренко, объективно и документально подтвердив это существовавшими, но ранее скрываемыми в силу политической конъюнктуры источниками. Он обнаружил и постоянно подчёркивал многочисленные неточности и умолчания в восьмитомном издании «А. С. Макаренко. Педагогические сочинения». Он вовлёк в эту работу новых энтузиастов из России и Украины (С. С. Невская, В. И. Марочко, А. В. Ткаченко, А. А. Абаринов, Н. Н. Окса и др.), наиболее полно проанализировал «Записные книжки» А. С. Макаренко, ранее практически неизвестные.
Гётц Хиллиг расширил международные контакты ММА, привлёк к исследовательской работе по макаренковедению Мариама Библюка (Польша), Либора Пеху (Чехия), Арпада Петрикаша (Венгрия).

## Научно-организационная деятельность и международное сотрудничество
Многие годы Хиллиг осуществлял большую научно-организационную деятельность в Международной макаренковской ассоциации (ММА), в том числе на посту Вице-президента ММА (с 1991 по 1998 гг. и с 2002 по 2019 г.) и Президента ММА (1998—2002),.
Также являлся корреспондирующим членом Общества макаренковедов им. Либора Пехи, иностранным членом АПН Украины и Российской академии образования и ряда других научно-педагогических обществ и объединений.
Гётц Хиллиг предложил провести Международную конференцию макаренковедов в Оберрайфенберге (ФРГ)и стал устроителем её проведения в мае 1998 г. В конференции участвовали исследователи-макаренковеды из Германии, России, Украины и Чехии. Значеник конференции в том, считает киевский макаренковед А. А. Абаринов, «что она впервые ушла от канонов парадной и традиционно-начётнической, основывающейся лишь на прославлении образа и педагогических постулатов Макаренко, но познакомила участников с новыми открытиями в макаренковедении, подтвердила актуальность его педагогических идей, продемонстрировала дружественный подход и готовность кооперироваться в дальнейшем изучении творческого наследия А. С. Макаренко».

## Любопытные факты

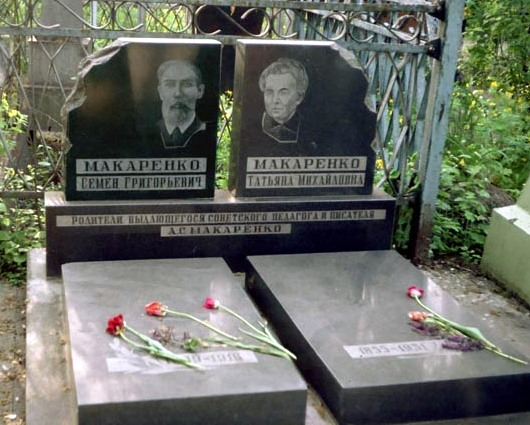
Могила родителей А. С. Макаренко на Крюковском кладбище Кременчуга находилась многие годы под опекой директора Дома-музея А. С. Макаренко П. Г. Лысенко. По его настоянию она была включена в Перечень объектов, связанных с жизнью и деятельностью Макаренко, подлежащих реконструкции и ремонту, утверждённому Постановлением Совета Министров УССР. 1988.

- Могила родителей А. С. Макаренко на Крюковском кладбище Кременчуга находилась многие годы под опекой директора Дома-музея А. С. Макаренко П. Г. Лысенко. По его настоянию она была включена в Перечень объектов, связанных с жизнью и деятельностью Макаренко, подлежащих реконструкции и ремонту, утверждённому Постановлением Совета Министров УССР. 1988. Именно Гётц Хиллиг вместе с З. Вайтцом (Франция) в 1970 г. разыскали брата А. С. Макаренко Виталия Семёновича Макаренко [1895 — 1983] в доме престарелых во Франции и убедили его написать воспоминания о проведённых им вместе со старшим братом детских и юношеских годах[19]. Дальнейшая переписка исследователей с В. С. Макаренко, в том числе с целью получения дополнений и уточнения подробностей воспоминаний, длилась до его ухода в 1983 г. Первые тексты из воспоминаний были обнародованы в очередном выпуске «Opuscula Makarenkiana» в 1973 г., а полностью — уже после 1983 г.[20]. При некоторых критических замечаниях в адрес этих записок они были и остаются ценнейшим источником для исторического (биографического) направления макаренковедения по целому ряду важных вопросов.
- Долгие годы Гётца Хиллига и Валентина Кумарина [1928 — 2002] вплоть до ухода последнего объединяли общие научные интересы и человеческая дружба[19]. Любопытно, что оба научных деятеля по разным поводам превосходно освоили языки иной страны. Г. Хиллиг — русский и украинский, а В. Кумарин — немецкий. И обоим это заметно пригодилось при посещении и работе в России и на Украине и, соответственно, ГДР (в советские годы) и ФРГ.
- Работая над украино-язычными источниками, Гётц Хиллиг выучил основы украинского языка, знал несколько сотен слов и написал статью "Страдания украинизированного «завкола» (на русском). вошедшую в сб. «В поисках истинного Макаренко» (см. Библиографию).
- Многие, кто знал Гётца Хиллига, единодушно отмечают его удивительную скромность. Он никогда не жаловался на малость (по западным меркам) бюджета своих исследований, что проявлялось и в том, что Хиллиг в СССР и даже после 1991 г. останавливался у коллег на квартирах (а не в гостиницах). В то же время, это было связано и с тем, что в СССР для иностранцев из капиталистических стран было ограничено посещение ряда «закрытых» городов (регистрация в гостиницах таких городов иностранцев была невозможна). Определённые послабления в этом отношении начались только в конце 80-х — начале 90-х годов.
- Он был очень бережлив; все, кто его знал, много лет видели его в одной и той же куртке и с одной и той же сумкой, доверху набитой документами, газетами, копиями, книгами, лекарствами — он был нездоров. Впрочем, это не мешало ему привозить коллегам из макаренковского содружества милые сувениры[16].

## Семья
Гётц Хиллиг был женат. Его женой многие годы была Ульрике Хиллиг (Вагнер), врач-эндокринолог. В семье три сына.

## Статьи Г. Хиллига на русском языке
- Хиллиг, Гётц. Макаренко и власть.
- Хиллиг, Г., Окса Н. Н. К истории возникновения колонии им. М. Горького // Культура народов Причерноморья. — 2003. — N 38. — С. 87-93
- Хиллиг, Гётц. А. С. Макаренко и В. А. Балицкий. Два соратника на службе украинского ГПУ // Культура народов Причерноморья. — 2005. — N 62. — С. 65-67.
- Хиллиг, Гётц. А. С. Макаренко и Болшевская коммуна // Постметодика, № 2, 2001 «Громадянська освіта в школі»
- Хиллиг, Гётц, Марианне Крюгер Потратц. «Второе рождение» А. С. Макаренко. Опыт процесса реконструкции его как педагога (1939—1941 г.).
- Хиллиг, Гётц. К вопросу национального самосознания А. С. Макаренко.
- Хиллиг, Гётц. Как А. С. Макаренко открыл семью. К истории создания и воздействию «Книги для родителей». 1936—1939 г.г.
- Александр Абаринов, Гётц Хиллиг. «Испытание властью. Киевский период А. С. Макаренко. 1935—1937», серия (Opuscula Makarenkiana Nr 22). — Marburg, 2000. — ISBN 3-8185-0279-8. ISSN 0931-5705.
- Хиллиг, Гётц. Карманные деньги для карманников/ Неизвестное письмо «нэпмана» А. С. Макаренко // «Народное образование», 2002 г., № 12. С. 151—154.
- Александр Абаринов, Гётц Хиллиг. Вредный рецензент А. Макаренко // Постметодика. — 2004. — № 2-3 (54-55). — С. 113—119. ISSN 1815-3194
- Хиллиг, Гётц. Антон Макаренко — Маргарита Барская: по следам необыкновенной дружбы // Relga (электр. ж-л) № 16 [272] 30.11.2013
- Хиллиг, Гётц. Колония им. М. Горького — лаборатория и сцена воспитателя А. С. Макаренко // В поисках истинного Макаренко. Русскоязычные публикации (1976—2014). Полтава: ПНПУ им. В. Г. Короленко. Издатель Шевченко Р. В., 2014 г. 778 с. ISBN 978-966-8798-39-9. С. 497—522.
- Makarenko uber alles!  — одно из интервью Хиллига на Украине, на русс. языке.
- Хиллиг, Гётц. В поисках истинного Макаренко. Русскоязычные публикации (1976—2014). Полтава: ПНПУ им. В. Г. Короленко. Издатель Шевченко Р. В., 2014 г. 778 с. ISBN 978-966-8798-39-9. (обложка и оглавление книги).